# جورج جکسون مید
جورج جکسون مید (انگلیسی: George J. Mead؛ ۲۷ دسامبر ۱۸۹۱ – ۲۰ ژانویه ۱۹۴۹) یک مهندس هوافضا اهل ایالات متحده آمریکا بود. وی از مدیران ناکا و از مهندسین شرکت پرت اند ویتنی بود.